# 219-я бомбардировочная авиационная дивизия
219-я бомбардировочная авиационная Ченстоховская орденов Суворова и Кутузова дивизия (219-я бад) — авиационное соединение Военно-Воздушных сил (ВВС) Вооружённых Сил РККА бомбардировочной авиации, принимавшее участие в боевых действиях Великой Отечественной войны.

## История наименований дивизии
- 219-я бомбардировочная авиационная дивизия;
- 219-я бомбардировочная авиационная Ченстоховская дивизия;
- 219-я бомбардировочная авиационная Ченстоховская ордена Суворова дивизия;
- 219-я бомбардировочная авиационная Ченстоховская орденов Суворова и Кутузова дивизия;
- Полевая почта 10220.

## История и боевой путь дивизии
219-я бомбардировочная авиационная дивизия сформирована Приказом НКО СССР № 0085 от 7 мая 1942 года по штату 015/145 на базе управления и частей ВВС 9-й армии в составе: управление дивизии (штаб, политический отдел, начальники служб). Дислокация формирования — аэродром Шмидта (23 км южнее Ворошиловграда).

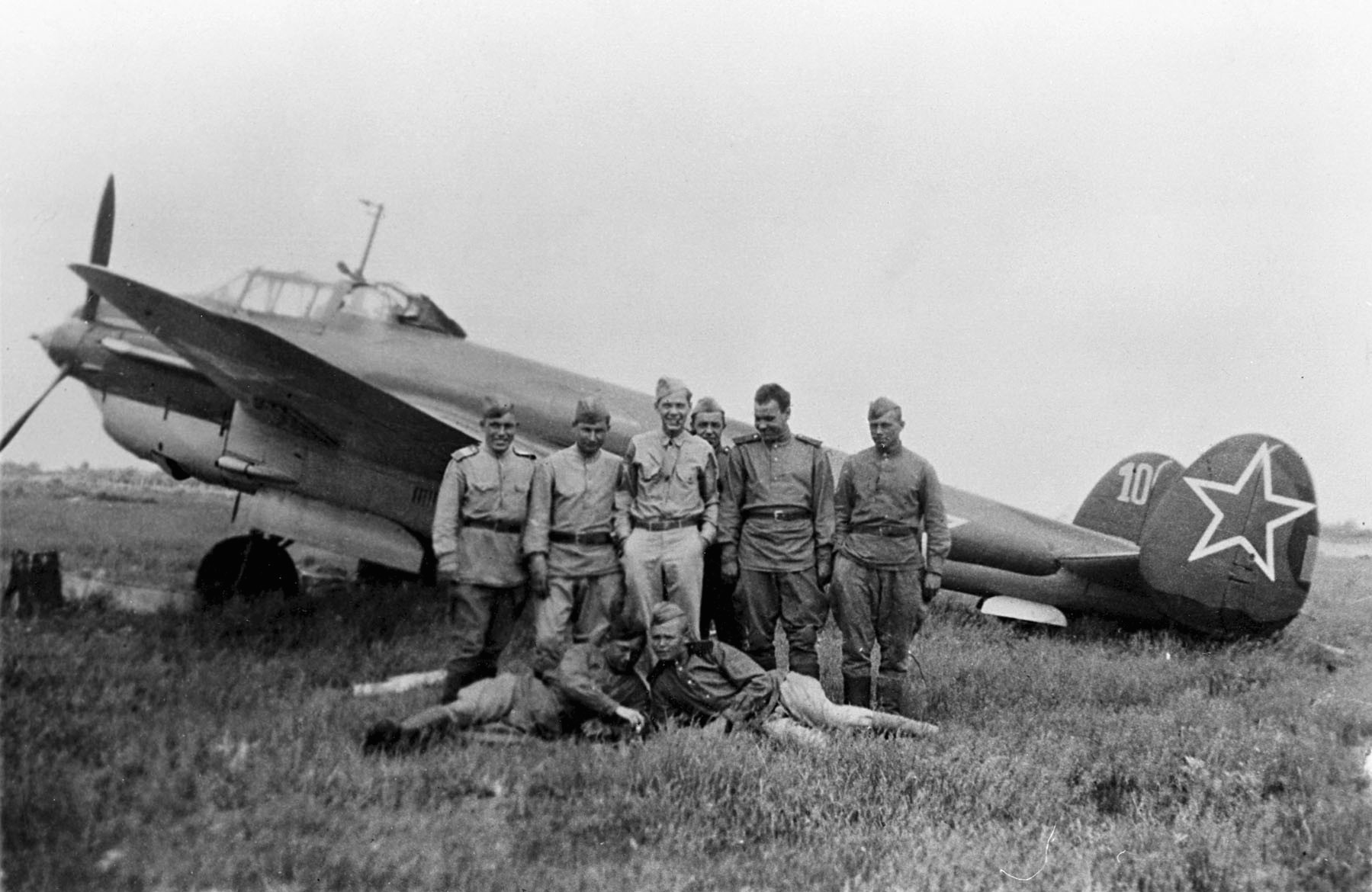
Лётчики на фоне Пе-2. Фото сделано американским лётчиком Бернардом Джей Мак Гуиром в 1944 году на аэродроме под Полтавой.

С 22 мая 1942 года дивизия в составе 4-й воздушной армии Южного фронта вступила в боевые действия, приняв участие в Харьковской операции. Полки дивизии базировались на аэродромах южнее и юго-восточнее Ворошиловграда: Шмидта, Краснодон и Будённовка. В период оборонительных боёв наземных войск части дивизии занимались уничтожением механизированных частей Вермахта на Южном фронте на линии протяжением от Северского Донца (район Красный Лиман) до Таганрога. Помимо основных задач по бомбардировке войск противника дивизия также вела разведывательную работу. Всего за период с 22 мая по 10 июля дивизия выполнила 618 боевых вылетов на бомбардировку и 503 боевых вылета на разведку с последующей бомбардировкой. После отхода войск РККА с 11 июля части дивизии перебазировались на аэродромы Белой Калитвы и выполняли боевые задачи в районе Миллерово и станицы Чернышевской. С 13 июля части дивизии перебазировались на аэродромы в районе станицы Константиновская и выполняли боевые задачи в районе станиц Морозовская и Чернышевская.
С 16 июля части дивизии перебазировались на аэродромы в районе станицы Новозолотовская (ныне Семикаракорский район Ростовской области), к исходу дня перебазировались аэродромы в районе станции Верблюд (ныне город Зерноград), откуда полки дивизии приступили к нанесению ударов механизированным колоннам противника и по переправам на р. Дон в районах станиц Николаевская, Константиновская и Раздорская, также по выполнению воздушной разведки в интересах Южного фронта.
С 25 июля полки дивизии приняли участие в Битве за Кавказ. С 27 июля — с аэродромов в районе Белая Глина, с 30-го июля — с аэродромов в районе Изобильно-Тищенская, со 2 августа — с аэродромов в районе Петровское, с 4-го августа — Архангельское, с 8-го августа — Моздок. С этих аэродромов части дивизии выполняли задачи по нанесению ударов механизированным колоннам противника и по переправам на р. Дон, в районах Манычского канала и Батайска.
С 10 августа дивизия боевых действий не вела, перебазировалась на аэродромы в районе Тулатово, а 11 августа — в районе Грозного.
За период боевых действий с 11 июля по 11 августа 1942 года дивизия при постоянном отходе наземных частей и перебазировании на новые аэродромы выполнила 305 боевых вылетов на бомбометание и 228 боевых вылетов на воздушную разведку.
Особенно напряжённой боевой работой для дивизии стали август и сентябрь 1942 года. В этот период части дивизии выполнили 3897 боевых вылетов по разгрому прохладненско-моздокской группировки противника. В период наступательных операций в районах Гизель и Ардон части дивизии нанесли большой урон противнику. Только за период этих наступательных операций с 12 по 25 августа выполнено 1206 боевых вылетов.
В ходе боевых действий части дивизии получили пополнение материальной части самолётов Пе-2 для 366-го бомбардировочного авиационного полка, в состав дивизии прибыли 859-й и 244-й бомбардировочные авиационные полки на самолётах DB-7 Boston, для истребительного прикрытия придан 926-й истребительный авиационный полк (с 13 августа) на самолётах ЛаГГ-3, 288-й бомбардировочный авиационный полк передан в состав 216-й истребительной авиационной дивизии.
С 11 августа дивизия выполняла боевые задачи с Грозненского аэроузла: уничтожала танки, артиллерию, живую силу противника и переправы в районах Ищёрская, Моздок, Советская, Прохладный, Малка, Куба, Баксан.
В период Прохладненско-Моздокской операции с 12 по 25 августа частями дивизии выполнено 1206 боевых вылетов, в наиболее напряжённые дни проводилось по 100—120 вылетов. В период с 1 по 16 сентября части дивизии уничтожали переправы и переправочные средства через реку Терек южнее Моздока. В октябре и ноябре 1942 г. дивизия наносила удары по противнику в районе Моздок, восточнее Владикавказа и на северном берегу реки Терек в районе станицы Ищерская. В этот период выполнено 1222 вылетов бомбардировщиков, 1000 вылетов истребителей и 1121 вылет на воздушную разведку, уничтожено 138 самолётов противника, 250 танков, до 2000 автомашин, 8 железнодорожных вагонов, до 200 цистерн с горючим, 15 складов с боеприпасами, до 80 артиллерийских орудий, 25 зенитных точек, разрушено 7 переправ, уничтожено и рассеяно до 10 000 солдат и офицеров.
В дальнейшем действуя в наступлении на Таманском полуострове дивизия наносила удары по железнодорожным станциям, перегонам, мостам и скоплениям автомашин противника в узких местах и на переправах, уничтожала технику и живую силу противника. В этот период выполнено 1130 вылетов бомбардировщиков, 900 вылетов истребителей и 103 вылета на воздушную разведку. Истребителями дивизии уничтожено в воздушных боях 128 самолётов противника. Бомбардировочными ударами уничтожено до 200 автомашин, до 50 артиллерийских орудий, 25 дзотов, 15 складов с боеприпасами, разрушено 4 переправ и 2 моста у Канглы и Сосыка, до 80 железнодорожных вагонов с военным имуществом, уничтожено и рассеяно до 1500 солдат и офицеров.
С началом 1943 года дивизия постоянно перебазировалась вслед за наступающими войсками, 8 января с Грозненского аэроузла на полевые аэродромы продолжая выполнять боевые задачи по нанесению бомбовых ударов по железнодорожным станциям, перегонам, мостам и скоплениям автомашин, технике и живой силе противника.
В воздушных сражениях на Кубани с апреля по июль 1943 года принимала активное участие всеми своими силами. Всего за период с момента своего формирования по 25 июля 1943 года дивизия выполнила: 9231 боевой вылет, из них на разведку — 2171, по механизированным частям — 2627, по мостам и переправам — 356, по аэродромам — 74, железнодорожным объектам — 248, по войскам на поле боя — 946, истребителями на сопровождение бомбардировщиков — 1509, на прикрытие войск — 338. Проведено 285 воздушных боёв, сбито самолётов противника — 312, уничтожено на земле 52.
В сентябре 1943 года дивизия вышла из состава 4-й воздушной армии и была пополнена тремя бомбардировочными полками. Вошла в состав 4-го бомбардировочного авиационного корпуса. В составе корпуса дивизия принимала участие в ходе Проскуровско-Черновицкой, Львовско-Сандомирской, Сандомирско-Силезской, Берлинской и Пражской наступательных операциях. В январе 1945 г. за отличия в Сандомирско-Силезской операции дивизии присвоено почётное наименование Ченстоховская. За успешное выполнение заданий командования дивизия награждена орденами Суворова II степени и Кутузова II степени.

### В действующей армии
В составе действующей армии дивизия находилась:
- с 22 мая 1942 года по 26 августа 1943 года;
- с 26 февраля 1944 года по 13 сентября 1944 года;
- с 14 ноября 1944 года по 11 мая 1945 года[6].

## Командование дивизии

### Командир дивизии
| Звание    | Имя                      | Период                  | Примечание |
| --------- | ------------------------ | ----------------------- | ---------- |
| Полковник | Батыгин Иван Терентьевич | 07.05.1942 — 15.02.1943 |            |
| Полковник | Анисимов Пётр Николаевич | 15.02.1943 — 11.1945    |            |

### Военный комиссар (Заместитель командира дивизии по политической части)
- бригадный комиссар, полковник Жмулёв, Фёдор Иванович, 07.05.1942 — 23.06.1943[1];
- подполковник Попов Николай Трофимович, 02.07.1943[1] -

### Заместитель командира дивизии
- полковник Анисимов Пётр Николаевич[1];
- подполковник Александрович Александр Иванович[1].

### Начальник штаба дивизии
- полковник Смирнов Анатолий Иванович, 07.05.1942 — 12.12.1942[1];
- полковник Журавель Николай Гаврилович, 23.03.1943[1] -

### В составе объединений
| Дата          | Фронт (округ)                            | Армия               | Корпус                                  | Примечания |
| ------------- | ---------------------------------------- | ------------------- | --------------------------------------- | ---------- |
| 22.05.1942 г. | Южный фронт                              | 4-я воздушная армия |                                         | -          |
| 28.07.1942 г. | Северо-Кавказский фронт                  | 4-я воздушная армия |                                         | -          |
| 10.08.1942 г. | Закавказский фронт Северная группа войск | 4-я воздушная армия |                                         | -          |
| 24.01.1943 г. | Северо-Кавказский фронт                  | 4-я воздушная армия |                                         | -          |
| 25.08.1943 г. | Резерв ВГК                               |                     |                                         | -          |
| 01.10.1943 г. | Московский военный округ                 | ВВС округа          |                                         | -          |
| 26.02.1944 г. | 1-й Украинский фронт                     | 2-я воздушная армия | 4-й бомбардировочный авиационный корпус | -          |
| 08.09.1944 г. | Резерв ВГК                               | 6-я воздушная армия | 4-й бомбардировочный авиационный корпус | -          |
| 31.10.1944 г. | Резерв ВГК                               |                     | 4-й бомбардировочный авиационный корпус | -          |
| 12.11.1944 г. | 1-й Украинский фронт                     | 2-я воздушная армия | 4-й бомбардировочный авиационный корпус | -          |
| 11.05.1945 г. | 1-й Украинский фронт                     | 2-я воздушная армия | 4-й бомбардировочный авиационный корпус | -          |
| 10.06.1945 г. | Центральная группа войск                 | 2-я воздушная армия | 4-й бомбардировочный авиационный корпус | -          |
| 01.07.1945 г. | Центральная группа войск                 | 2-я воздушная армия |                                         | -          |
| 01.12.1945 г. | Центральная группа войск                 | 2-я воздушная армия |                                         |            |

### Послевоенный период
После войны дивизия базировалась на аэродромах Германии и Венгрии в составе 4-го бомбардировочного авиационного корпуса 2-й воздушной армии вновь образованной Центральной группы войск, в июне 1945 года после расформирования 4-го бомбардировочного авиационного корпуса дивизия вошла в прямое подчинение 2-й воздушной армии, а в ноябре дивизия в связи с сокращением вооружённых сил была расформирована в составе 2-й воздушной армии Центральной группы войск.

## Части и отдельные подразделения дивизии
За весь период своего существования боевой состав дивизии претерпевал изменения:
| Период                     | Наименование                                          | Вооружение                                                               |
| -------------------------- | ----------------------------------------------------- | ------------------------------------------------------------------------ |
| 07.05.1942 — 23.07.1942 г. | 8-й гвардейский бомбардировочный авиационный полк     | Пе-2, убыл на переформирование по израсходованию матчасти                |
| 07.05.1942 — 11.08.1942    | 288-й ближний бомбардировочный авиационный полк       | Су-2                                                                     |
| 07.05.1942 — 01.12.1945    | 109-я отдельная рота связи                            |                                                                          |
| 07.05.1942 — 01.12.1945    | полевая почтовая станция 1849                         |                                                                          |
| 22.05.1942 — 12.12.1942 г. | 366-й бомбардировочный авиационный полк               | Пе-2                                                                     |
| 01.07.1942 — 12.12.1942 г. | 9-я отдельная разведывательная авиационная эскадрилья | Пе-2, Пе-3, вошла в состав 366-го орап                                   |
| 13.08.1942 — 18.09.1942 г. | 926-й истребительный авиационный полк                 | ЛаГГ-3, убыл на переформирование по израсходованию матчасти              |
| 25.08.1942 — 02.09.1942 г. | 927-й истребительный авиационный полк                 | ЛаГГ-3, убыл на переформирование                                         |
| 06.09.1942 — 17.03.1943 г. | 790-й истребительный авиационный полк                 | ЛаГГ-3, передан в состав 229-й иад                                       |
| 11.09.1942 — 21.09.1942 г. | 863-й истребительный авиационный полк                 | ЛаГГ-3, убыл на переформирование                                         |
| 17.08.1942 — 15.09.1942    | 244-й ближний бомбардировочный авиационный полк       | 20 DB-7B Бостон Мк III (Бостон-3), убыл в Кировабад на доукомплектование |
| 11.08.1942 — 12.12.1942    | 859-й ближний бомбардировочный авиационный полк       | 20 DB-7B Бостон Мк III (Бостон-3)                                        |
| 19.09.1942 — 10.10.1943    | 277-й ближний бомбардировочный авиационный полк       | 20 DB-7B Бостон Мк III (Бостон-3)                                        |
| 12.12.1942 — 25.04.1943    | 452-й бомбардировочный авиационный полк               | 20 DB-7B Бостон Мк III (Бостон-3)                                        |
| 12.12.1942 — 25.08.1943 г. | 366-й отдельный разведывательный авиационный полк     | Пе-2                                                                     |
| 05.03.1943 — 21.08.1943 г. | 298-й истребительный авиационный полк                 | Р-39 Аэрокобра, передан в состав 9-й гв. иад                             |
| 22.03.1943 — 10.10.1943    | 244-й ближний бомбардировочный авиационный полк       | A-20B (Douglas A-20 Havoc), убыл в 132-ю бад                             |
| 28.08.1943 — 01.12.1945    | 38-й бомбардировочный авиационный полк                | Пе-2                                                                     |
| 26.02.1944 — 01.12.1945    | 6-й бомбардировочный авиационный полк                 | Пе-2                                                                     |
| 01.01.1944 — 01.12.1945    | 35-й бомбардировочный авиационный полк                | Пе-2                                                                     |

### Боевой состав на 9 мая 1945 года
| Наименование                           | Вооружение |
| -------------------------------------- | ---------- |
| 6-й бомбардировочный авиационный полк  | Пе-2       |
| 35-й бомбардировочный авиационный полк | Пе-2       |
| 38-й бомбардировочный авиационный полк | Пе-2       |

### Боевой состав на ноябрь 1945 года
| Наименование                           | Вооружение               |
| -------------------------------------- | ------------------------ |
| 6-й бомбардировочный авиационный полк  | Пе-2, убыл в 1-ю гв. бад |
| 35-й бомбардировочный авиационный полк | Пе-2, убыл в 8-ю гв. бад |
| 38-й бомбардировочный авиационный полк | Пе-2, убыл в 132-ю бад   |

## Участие в операциях и битвах

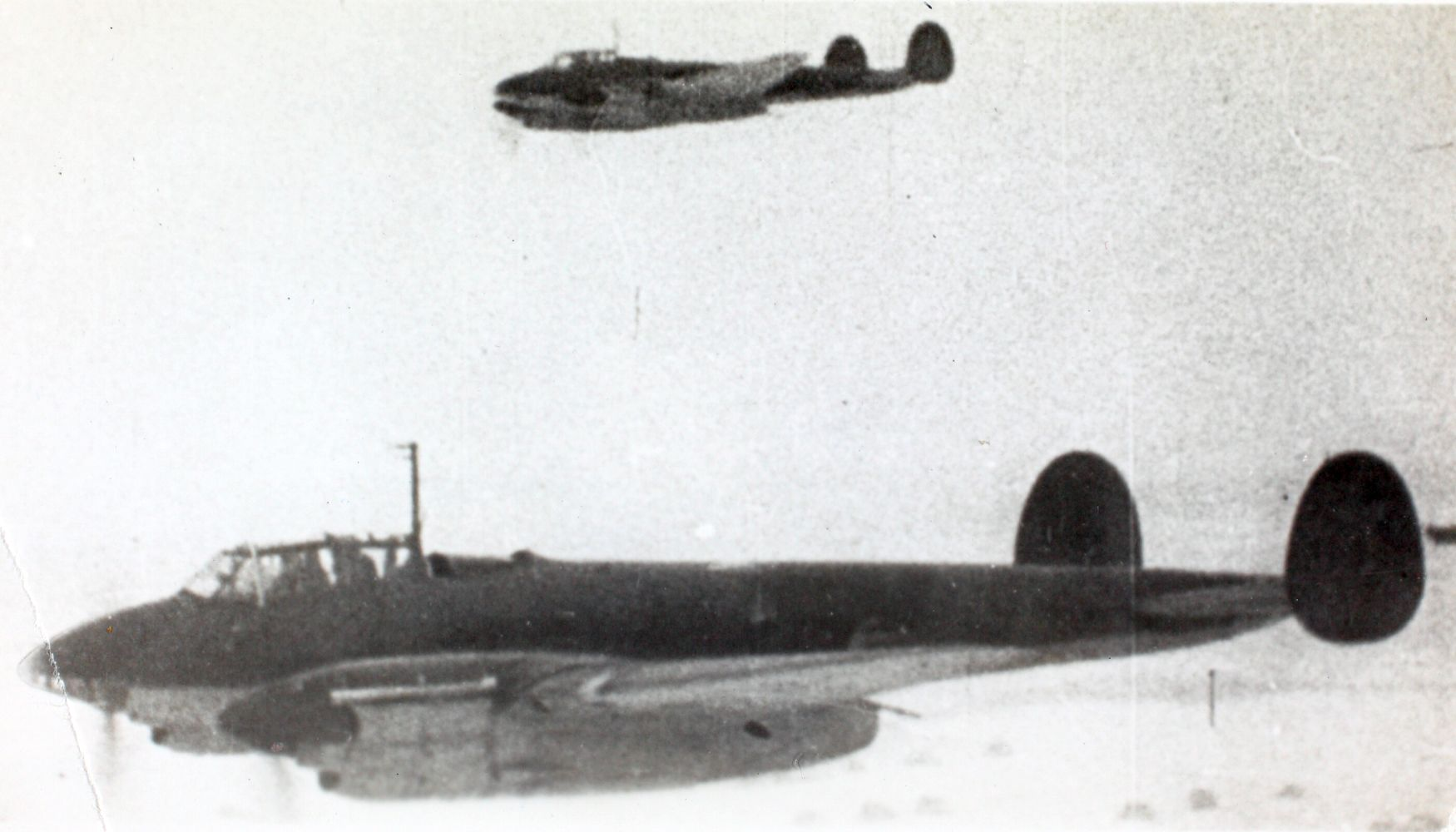
Пе-2 в полёте

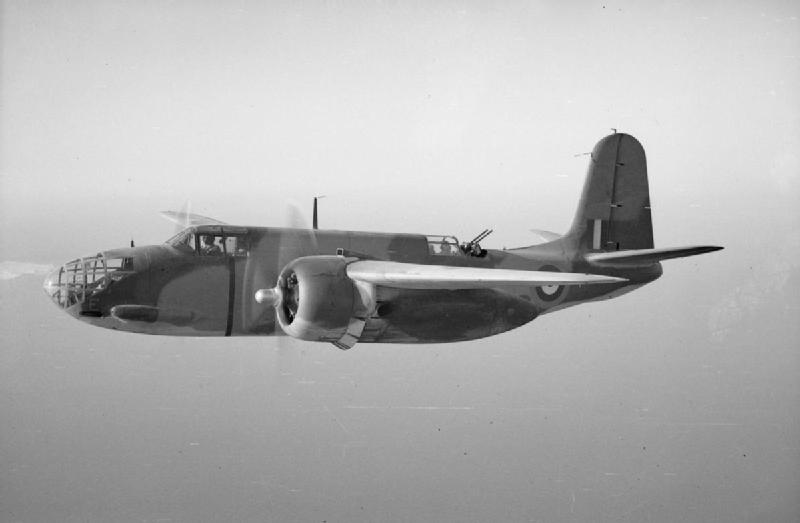
DB-7B Бостон Мк III в полёте. Этими самолётами были вооружены полки дивизии во время Воздушного сражения на Кубани

- Харьковская операция — с 22 мая 1942 года по 29 мая 1942 года.
- Воронежско-Ворошиловградская операция — с 28 июня 1942 года по 24 июля 1942 года.
- Донбасская операция — с 7 июля 1942 года по 24 июля 1942 года.
- Северо-Кавказская операция[3] — с 25 июля 1942 года по 4 февраля 1943 года.
- Армавиро-Майкопская операция[3] — с 6 августа 1942 года по 17 августа 1942 года.
- Моздок-Малгобекская операция[3] — с 1 сентября 1942 года по 28 сентября 1942 года.
- Нальчикско-Орджоникидзевская операция[3] — с 25 октября 1942 года по 12 ноября 1942 года.
- Краснодарская наступательная операция[3] — с 9 февраля 1943 года по 24 мая 1943 года.
- Воздушные сражения на Кубани[3] — с апреля по июнь 1943 года.
- Житомирско-Бердичевская операция[3] — с 24 декабря 1943 года по 14 января 1944 года.
- Корсунь-Шевченковская операция[3] — с 24 января 1944 года по 17 февраля 1944 года.
- Ровно-Луцкая операция[3] — с 27 января 1944 года по 11 февраля 1944 года.
- Проскуровско-Черновицкая наступательная операция[3] — с 4 марта по 17 апреля 1944 года.
- Львовско-Сандомирская операция[3] — с 13 июля 1944 года по 29 августа 1944 года.
- Сандомирско-Силезская операция[3] — с 12 января 1945 года по 3 февраля 1945 года.
- Нижне-Силезская наступательная операция[3] — с 8 февраля 1945 года по 24 февраля 1945 года.
- Верхне-Силезская наступательная операция[3] — с 15 марта 1945 года по 31 марта 1945 года.
- Берлинская наступательная операция[3] — с 16 апреля 1945 года по 8 мая 1945 года.
- Пражская операция[10] — с 6 мая 1945 года по 11 мая 1945 года.

## Почётные наименования
- 219-й бомбардировочной авиационной дивизии 17 января 1945 года присвоено почётное наименование «Ченстоховская»[11].
- 6-му бомбардировочному авиационному полку 19 января 1945 года присвоено почётное наименование «Краковский»[12].
- 35-му бомбардировочному авиационному полку 11 мая 1945 года присвоено почётное наименование «Берлинский»[13].
- 38-му бомбардировочному авиационному полку 23 августа 1944 года присвоено почётное наименование «Дембицкий»[14].

## Награды
- 219-я бомбардировочная авиационная Ченстоховская дивизия за образцовое выполнение заданий командования в боях при прорыве обороны немцев на реке Нейсе и овладении городами Котбус, Люббен, Цоссен, Беелитц, Лукенвальде, Тройенбрицен, Цана, Мариенфельде, Треббин, Рангсдорф, Дидерсдорф, Кельтов и проявленные при этом доблесть и мужество Указом Президиума Верховного Совета СССР от 28 мая 1945 года награждена орденом «Суворова II степени»[15][16].
- 219-я бомбардировочная авиационная Ченстоховская ордена Суворова дивизия за образцовое выполнение заданий командования в боях с немецкими захватчиками при овладении городом Бреславль (Бреслау) и проявленные при этом доблесть и мужество Указом Президиума Верховного Совета СССР от 4 июня 1945 года награждена орденом «Кутузова II степени»[15][16].
- 6-й бомбардировочный авиационный Краковский полк за образцовое выполнение заданий командования в боях с немецкими захватчиками при овладении городами Ратибор и Бискау и проявленные при этом доблесть и мужество Указом Президиума Верховного Совета СССР от 26 апреля 1945 года награждён орденом «Кутузова III степени»[15][16].
- 6-й бомбардировочный авиационный Краковский ордена Кутузова полк за образцовое выполнение заданий командования в боях с немецкими захватчиками при овладении городом Дрезден и проявленные при этом доблесть и мужество Указом Президиума Верховного Совета СССР от 4 июня 1945 года награждён орденом «Суворова III степени»[15][16].
- 35-й бомбардировочный авиационный полк Указом Президиума Верховного Совета СССР награждён орденом «Суворова III степени»[15].
- 35-й бомбардировочный авиационный ордена Суворова полк за образцовое выполнение заданий командования в боях с немецкими захватчиками при очищении Домбровского угольного района и южной части промышленного района немецкой Верхней Силезии и проявленные при этом доблесть и мужество Указом Президиума Верховного Совета СССР от 5 апреля 1945 года награждён орденом «Богдана Хмельницкого II степени»[15][16].
- 38-й бомбардировочный авиационный Дембицкий полк Указом Президиума Верховного Совета СССР награждён орденом «Кутузова III степени»[15].
- 38-й бомбардировочный авиационный Дембицкий полк Указом Президиума Верховного Совета СССР награждён орденом «Богдана Хмельницкого II степени»[15].

## Благодарности Верховного Главнокомандующего
Воинам дивизии объявлены благодарности Верховного Главнокомандующего:
- За овладение важным хозяйственно-политическим центром и областным городом Украины Львов — крупным железнодорожным узлом и стратегически важным опорным пунктом обороны немцев, прикрывающим пути к южным районам Польши[17].
- За овладение в Домбровском угольном районе городами Катовице, Семяновиц, Крулевска Гута (Кенигсхютте), Миколув (Николаи) и в Силезии городом Беутен[18].
- За ликвидацию группы немецких войск, окружённой юго-восточнее Берлина[19].
- За овладение городом и крепостью Бреславль (Бреслау)[20].
- За овладение городом Дрезден — важным узлом дорог и мощным опорным пунктом обороны немцев в Саксонии[21].

## Отличившиеся воины дивизии
- Бардеев Александр Петрович, майор, командир эскадрильи 366-го ближнего бомбардировочного авиационного полка 219-й бомбардировочной дивизии 4-й воздушной армии Указом Президиума Верховного Совета СССР от 13 декабря 1942 года удостоен звания Герой Советского Союза. Золотая Звезда № 591.
- Боронин Иван Константинович, майор, командир эскадрильи 366-го ближнего бомбардировочного авиационного полка 219-й бомбардировочной дивизии 4-й воздушной армии Указом Президиума Верховного Совета СССР от 13 декабря 1942 года удостоен звания Герой Советского Союза. Золотая Звезда № 588.
- Важинский Александр Григорьевич, майор, командир эскадрильи 6-го бомбардировочного авиационного полка 219-й бомбардировочной авиационной дивизии 4-го бомбардировочного авиационного корпуса 2-й воздушной армии Указом Президиума Верховного Совета СССР 27 июня 1945 года удостоен звания Герой Советского Союза. Золотая Звезда № 7881.
- Ерошенко Виктор Иванович, майор, заместитель командира — инспектор-лётчик по технике пилотирования и теории полётов 35-го бомбардировочного авиационного полка 219-й бомбардировочной авиационной дивизии 4-го бомбардировочного авиационного корпуса 2-й воздушной армии Указом Президиума Верховного Совета СССР 27 июня 1945 года удостоен звания Герой Советского Союза. Золотая Звезда № 7880.
- Кожемякин Михаил Степанович, майор, штурман 38-го бомбардировочного авиационного полка 219-й бомбардировочной авиационной дивизии 4-го бомбардировочного авиационного корпуса 2-й воздушной армии Указом Президиума Верховного Совета СССР 27 июня 1945 года удостоен звания Герой Советского Союза. Золотая Звезда № 7684.
- Козлов Валентин Георгиевич, майор, командир эскадрильи 6-го бомбардировочного авиационного полка 219-й бомбардировочной авиационной дивизии 4-го бомбардировочного авиационного корпуса 2-й воздушной армии Указом Президиума Верховного Совета СССР 27 июня 1945 года удостоен звания Герой Советского Союза. Золотая Звезда № 7578.
- Семенишин Владимир Григорьевич, штурман 298-го истребительного авиационного полка 219-й бомбардировочной авиационной дивизии 4-й воздушной армии Северо-Кавказского фронта, майор, Указом Верховного Совета СССР 24 мая 1943 года удостоен звания Герой Советского Союза. Золотая звезда № 996.
- Смирнов Николай Фёдорович, старший лейтенант, командир звена 366-го ближнего бомбардировочного авиационного полка 219-й бомбардировочной дивизии 4-й воздушной армии Указом Президиума Верховного Совета СССР от 1 мая 1943 года удостоен звания Герой Советского Союза. Золотая Звезда № 1002.
- Тараненко Иван Андреевич, подполковник, командир 298-го истребительного авиационного полка 219-й бомбардировочной авиационной дивизии 4-й воздушной армии, Указом Верховного Совета СССР 2 сентября 1943 года удостоен звания Герой Советского Союза. Золотая звезда № 1096.
- Эмиров Валентин Аллахиярович, командир 926-го истребительного авиационного полка 219-й бомбардировочной авиационной дивизии 4-й воздушной армии Закавказского фронта, капитан. Указом Президиума Верховного Совета СССР от 13 декабря 1942 года за образцовое выполнение боевых заданий командования и проявленные при этом геройство и мужество капитану Эмирову Валентину Аллахияровичу посмертно присвоено звание Героя Советского Союза (посмертно).

## Память
В 1985 году в память о погибших воинах дивизии, воздушном стрелке, старшине Василии Михайловиче Качигине и стрелке-радисте, старшем сержанте Петре Даниловиче Фомиченко на месте их гибели, близ села Старые Атаги (Грозненский район, Чечня) был установлен памятник.

## Базирование
| Период               | Место базирования                  |
| -------------------- | ---------------------------------- |
| 04.1945 — 01.07.1945 | Германия                           |
| 01.07.1945 — 12.1945 | аэродром Дьёр (город Пер, Венгрия) |